# Antonow An-4
Die Antonow An-4 ist ein sowjetisches Wasserflugzeug. Es beruht in der Konstruktion und Abmessungen auf der Antonow An-2, an die Schwimmer mit einem Volumen von etwa 6 m³ montiert sind. Die Abmessungen der Schwimmer betragen dabei 9,34 m × 1,65 m × 1,85 m bei einem Eigengewicht von etwa 220 kg. Der Erstflug des zunächst als Antonow An-2W bezeichneten Typs fand im Jahr 1951 statt.
Aus der An-2W wurde das Löschflugzeug An-2LP, dessen Erstflug im Sommer 1963 erfolgte, abgeleitet. Die Schwimmer dienten dabei als Tanks und konnten, je nach vorhandener Kraftstoffmenge, 600 bis 1260 Liter Löschwasser fassen. Es wurde nur eine kleine Anzahl produziert, die bei der Awialessoochrana in Dienst gestellt wurden.